# Landreform

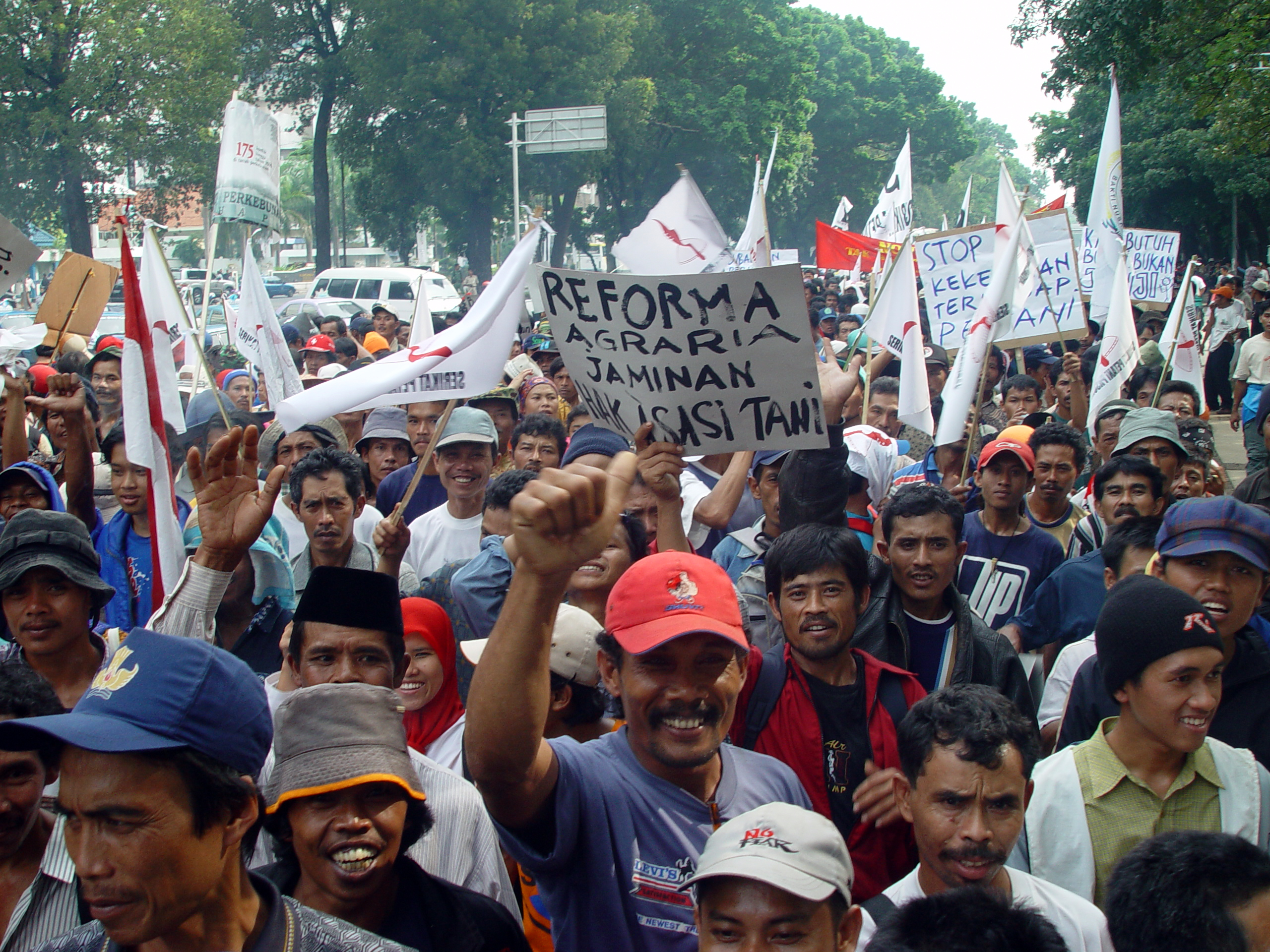
Indonesische Bauern demonstrieren in Jakarta für Landrechte

Der Begriff Landreform oder Bodenreform bezeichnet die teilweise zwangsweise, durch den Staat beschlossene und vollzogene Änderung des Eigentums an Grund und Boden aus ideologischen, ethnischen, wirtschafts- oder sozialpolitischen Gründen. Es findet dabei eine Änderung der Eigentums- oder Nutzungsrechte an Grundstücken oder allgemein der Rechtsordnung in diesem Bereich statt, die meist eine gleichmäßigere Verteilung des Landbesitzes zum Ziel hat. Hierbei soll der Boden von Großgrundbesitzern zu Kleinbauern und landlosen Landarbeitern umverteilt werden.
Gründe für eine Reform reichen von philosophischen Gerechtigkeitsüberlegungen bis hin zu einer effektiveren Nutzung des Bodens. Mechanismen zu ihrer Umsetzung reichen von der marktgestützten Landreform, bei der Kleinbauern das Land zum Marktpreis kaufen, bis hin zur entschädigungslosen Enteignung der Großgrundbesitzer durch den Staat. Insbesondere Letzteres wird kritisiert, da es in das Grundrecht auf Eigentum eingreift.
Die Geschichte der Landreformen beginnt bei den Reformen der Gracchen im antiken Rom. Im modernen Europa fand die erste Landreform nach der französischen Revolution statt. In vielen ehemaligen Kolonien kam es infolge der Dekolonialisierung zu Bodenreformen. Auch im 21. Jahrhundert gibt es Landreformbewegungen, die vorwiegend in Entwicklungsländern stattfinden.

## Motive für Landreformen
Landreformen sollen meist eine gleichmäßigere Verteilung des Landbesitzes erreichen und den Boden von Großgrundbesitzern zu Kleinbauern und landlosen Landarbeitern umverteilen.
Zudem wird oft eine „optimale Betriebsgröße“, das heißt eine nicht „zu große“ und nicht „zu kleine“ Größe landwirtschaftlicher Betriebe angestrebt, wobei diese je nach Zeit, Land, Nutzungsart und Bodenqualität unterschiedlich definiert wird.

### Ethische, politische und ideologische Motive
Für die oben erwähnten Ziele werden unter anderem ethisch-philosophische Argumente, wie die soziale Gerechtigkeit angeführt. Dazu kommt die Geschichte des Großgrundbesitzes, zu dessen Entstehung nicht selten militärische Gewalt, Erpressung (Herausbildung der mittelalterlichen Feudalgesellschaft), Übervorteilung (Landkauf in Kolonien) sowie rassistische Gesetze (südrhodesisches Landgesetz) beigetragen haben. 
In Gebieten, in denen eine Siedlungskolonisation stattgefunden hat oder sonst zwangsweise Land enteignet wurde, betrachten manche der Enteigneten bzw. deren Nachfahren dies als historisches Unrecht, das durch Landrückgabe oder anderweitige Entschädigung wiedergutgemacht werden müsse. Dies spielt heute insbesondere im südlichen Afrika eine Rolle, wie in Simbabwe. Ähnliche Fragen stellen sich bezüglich der Indianer Amerikas, der Aborigines in Australien und der Māori in Neuseeland. Dabei sind große Unterschiede zu beachten, ob eine vorkoloniale Landwirtschaft verdrängt wurde (Zentralamerika, Andenländer, südliches Afrika, Neuseeland), oder vorher Wildbeutertum bestand (Australien).
Auch politische und religiöse Strömungen, die das (Privat-)Eigentum an Boden grundsätzlich in Frage stellen, zählen zu den Befürwortern von Landreformen. Der Ersatz des Grundeigentums durch bedarfsgerechte Nutzungsrechte der einzelnen Landwirte ist nicht zu verwechseln mit der Kollektivierung kommunistischer Prägung, bei der große Produktionseinheiten fortbestehen oder neu geschaffen werden, theoretisch in der Hand der Werktätigen, praktisch zumeist in der Hand des Staates. Im Kalten Krieg setzten sogar bestimmte antikommunistische Regime verteilende Landreformen zur Rettung ihrer Systeme ein (Land to the Tiller).

### Wirtschafts- und sozialpolitische Motive
Befürworter führen sozialpolitische und wirtschaftliche Gründe für Landreformen an. So schafft eine kleinbäuerliche Landwirtschaft generell mehr Arbeitsplätze als eine industriell betriebene großflächige Landwirtschaft; in Brasilien bietet der Großgrundbesitz beispielsweise Arbeit für 420.000 Menschen, wohingegen Kleinbetriebe mehr als 14 Millionen beschäftigen. Landreformen sollen daher oft Arbeit und Existenzgrundlagen für die – zumeist armen – Begünstigten schaffen wie auch die Landflucht eindämmen.
Darüber hinaus kann eine Landreform eine Maßnahme sein, um Ernährungssicherheit und Ernährungssouveränität eines Landes oder Gebietes zu fördern, da Großgrundbesitzer zu einem großen Teil exportorientiert wirtschaften, den als investitionshemmend und daher schädlich geltenden Rentenkapitalismus betreiben oder ihr Land brach liegen lassen, während Kleinbauern eher Grundnahrungsmittel zur Subsistenzwirtschaft und für lokale Märkte anbauen. Brasilien gehört durch die Produktion der riesigen Fazendas zu den führenden Exporteuren von Cash Crops wie Soja, Orangensaftkonzentrat, Kaffee, Rindfleisch etc. Dagegen werden Bohnen und Maniok, die wichtige Grundnahrungsmittel der brasilianischen Bevölkerung darstellen, zu 70 bzw. 84 % von Kleinbauern produziert.
Die Ernährungs- und Landwirtschaftsorganisation (FAO) widmete der Bedeutung von Landreformen für die ländliche Entwicklung und die Bekämpfung des Welthungers 2006 eine Konferenz im brasilianischen Porto Alegre.

### Parteitaktische Motive
Ein Motiv für eine Landreform kann auch das Bestreben einer Regierung sein, in der begünstigten Bevölkerungsschicht treue Anhänger zu gewinnen. Werden bei einer Landreform gezielt Parteigänger – z. B. Bürgerkriegsveteranen – begünstigt, so ist das ein fließender Übergang zwischen einer echten Landreform und den Praktiken mittelalterlicher Lehnsherren.

### Motive und Argumente der Gegner von Landreformen
Die Gegner – namentlich die Landbesitzer, welche ihr Land im Zuge einer Landreform verlieren – machen geltend, dass eine Landreform den Diebstahl von aus ihrer Sicht legitimem Besitz darstelle. Vertreter wirtschaftsliberaler politischer Anschauungen, die grundsätzlich skeptisch gegenüber staatlichen Eingriffen in Markt und Wirtschaft sind, lehnen Landreformen tendenziell ab. So sprach etwa die FDP in Zusammenhang mit der Bodenreform im Deutschland der Nachkriegszeit von einer „Diskriminierung eines ganzen Berufsstandes“ und „willkürlicher Zerschlagung und Enteignung“.
Entwicklungsökonomen weisen zudem auf die negativen Folgen fehlender Rechtssicherheit für die wirtschaftliche Entwicklung eines Landes hin: „Die Rechtssicherheit von Privateigentum spielt [...] eine zentrale Rolle, da nur Menschen, die solch eine Sicherheit haben, bereit sind, zu investieren und die Produktivität zu erhöhen. Ein Geschäftsmann, der damit rechnen muss, dass sein Gewinn gestohlen, enteignet oder weggesteuert wird, verspürt wenig Motivation, zu arbeiten, geschweige denn, Investitionen zu tätigen und Neuerungen durchzuführen“.
Gegner von Landreformen verweisen auf die betriebswirtschaftlichen Vorteile einer großflächigen Landbewirtschaftung, insbesondere die durch Skaleneffekte effizientere und produktivere Wirtschaftsweise als sie beim Anbau auf kleineren Landstücken verwirklicht werden kann. Sie verweisen ferner auf negative Folgen von Landreformen in der Geschichte.

## Geschichte
Historisch spielte die Frage der Landreform mehrmals eine bedeutende Rolle. Im 2. Jahrhundert v. Chr. im alten Rom versuchten die Brüder Tiberius und Gaius Gracchus erfolglos, im Rahmen der Gracchischen Reformen eine Landreform durchzusetzen. Damit lösten sie ein Jahrhundert der Römischen Bürgerkriege und die Spaltung der römischen Politik in Popularen (ursprünglich Befürworter von Landumverteilungen zugunsten der Proletarier) und Optimaten (Verteidiger der Interessen von Latifundienbesitzern) aus.
Auch in den diversen Bauernkriegen in Europa gehörten u. a. Landreformen und ähnliche Belange zu den Zielen der Aufständischen. Landreformen bzw. Forderungen danach waren Bestandteil verschiedener sozialistisch bis kommunistisch ausgerichteter Revolutionen auf der ganzen Welt sowie vieler Dekolonisationskämpfe in Entwicklungsländern.

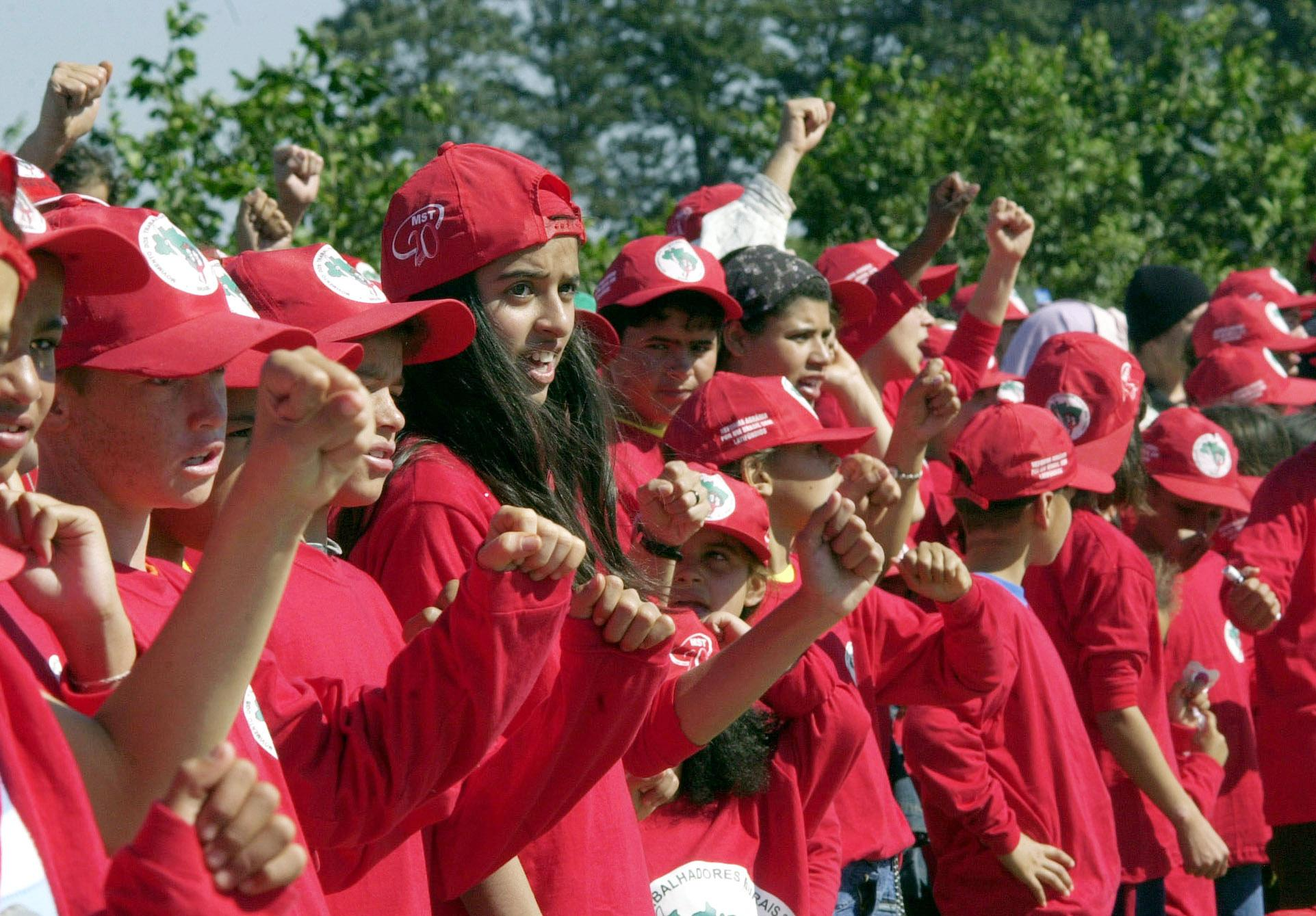
Landreformbewegung heute: Kinder und Jugendliche der brasilianischen Landlosenbewegung MST

In der ersten Hälfte des 20. Jahrhunderts spielten Bauernparteien insbesondere in Mittel- und in Osteuropa eine wichtige Rolle bei der Artikulation und Durchsetzung bäuerlicher Interessen. Nach 1945 kam es in mehreren ostasiatischen Ländern zu Landreformen, die als einer der Gründe für deren darauffolgenden wirtschaftlichen Aufstieg angesehen werden. Heute existieren Landreformbewegungen hauptsächlich in Entwicklungsländern, insbesondere in Lateinamerika. Sie bilden teilweise Synergien mit der Dritte Welt-Bewegung in Industrieländern und der Globalisierungskritik. Auf weltweiter Ebene setzt sich das Kleinbauernnetzwerk Via Campesina für Landreformen ein.
Hauptartikel: Bodenreformbewegung

## Formen der Landreform
Landreformen können auf unterschiedliche Weise durchgeführt werden. Das Spektrum reicht von der „Marktgestützen Landreform“ (siehe unten) über staatliche Subventionen oder Darlehen für Bauern und Landarbeiter, die das von ihnen bearbeitete Land kaufen möchten, bis hin zu Erwerb und Verteilung des Landes durch den Staat selbst. In den einen Fällen kauft der Staat hierbei das Land von Großgrundbesitzern, welche es freiwillig verkaufen („willing seller – willing buyer“), in anderen Fällen greift er zum Mittel der Enteignung, welche vollumfänglich, teilweise oder auch nicht entschädigt werden kann und bisweilen mit Gewalt geschieht. Manchmal wird im Rahmen einer Landreform privates Land verstaatlicht, in anderen Fällen wiederum Staatsland in den Privatbesitz von Kleinbauern überführt. Privatbesitz kann zum Gemeinschaftsbesitz umgewandelt werden (Kollektivierung) oder auch Gemeinschaftsbesitz unter den Mitgliedern der Gemeinschaft aufgeteilt werden.

### Marktgestützte Landreform
Die Marktgestützte Landreform (market-based agrarian reform) ist eine Variante der Landreform, die von der Weltbank gefördert wird. Hierbei muss der Kleinbauer, der provisorisch Land erhalten hat, dieses dem vorherigen Besitzer zum vollen Marktpreis abkaufen. Vermag er dies nicht, verliert er das Land wieder. Verteilt wird ausschließlich Land, das von den Besitzern freiwillig auf den Markt geworfen wurde. Dieses Modell wurde in den 1990er Jahren in Brasilien, Kolumbien und Südafrika angewendet, wobei die Resultate als bescheiden bewertet wurden.
Organisationen wie Via Campesina und FIAN kritisieren die Marktgestützte Landreform als ineffektiv, da sie sich nicht ausreichend auf die Bedürfnisse der ärmsten Bauern ausrichte und zudem vorwiegend Land von minderer Qualität von kleinen und mittleren Betrieben auf dem Markt angeboten werde, während Großgrundbesitzer ihre Ländereien von besserer Qualität kaum freiwillig anböten.

### Freiwirtschaftliche Bodenreformbewegung
Gemäß dem „Freiland“-Konzept der Freiwirtschaft sollen Landeigentümer einen Teil des Gewinnes, den sie aus ihrem Land ziehen, in Form einer Abgabe an die Allgemeinheit überführen, da der Boden Allgemeingut sei. Bedeutendster Vertreter dieser Landreformidee im 19. Jahrhundert war der US-Amerikaner Henry George.

## Einzelaspekte

### Landreform und Menschenrechte
Organisationen wie FIAN fassen das Recht auf Nahrung in erster Linie als Recht, sich zu ernähren auf. Dieses müsse entweder durch ein existenzsicherndes Einkommen aus Lohnarbeit oder durch den Zugang zu produktiven Ressourcen wie Land, um selbst Nahrung zu produzieren, gewährleistet werden. Gemäß dieser Auffassung kann eine ungleiche Verteilung von Landbesitz einer Verletzung des Menschenrechts auf Nahrung gleichkommen und eine Landreform ein notwendiges Mittel zur Umsetzung dieses Rechts sein.
Gegner von Landreformen sehen hingegen das Menschenrecht auf Eigentum für die jeweils zu enteignenden Landbesitzer gefährdet, es sei denn, es handle sich um illegal erworbenes Eigentum (etwa durch die Fälschung von Dokumenten oder die gewaltsame Verdrängung der ursprünglichen Landbesitzer). Im Zusammenhang mit Landreformen kommt es teilweise zu Menschenrechtsverletzungen, beispielsweise bei gewaltsamen Enteignungen.

### Landreform und Frauenanliegen
Befürworter von Landreformen kritisieren manchmal, dass zumindest in früheren Landreformen die spezifische Situation und die Anliegen von Frauen wenig berücksichtigt worden seien. So waren von den Begünstigten der Landreform in Honduras von 1962 bis 1991 gerade 4 % Frauen. Da Frauen in vielen Entwicklungsländern einen Großteil der Haus- und Feldarbeit leisten, aber das meiste Land sich im Besitz von Männern befindet, treten manche Feministinnen für eine Umverteilung des Landbesitzes nicht nur von Großgrundbesitzern zu Kleinbauern, sondern auch innerhalb der Bauernfamilien ein.

### Landreformen in der Entwicklungspolitik
Private Entwicklungsorganisationen arbeiten teils mit NGOs in Entwicklungsländern zusammen, welche sich für Landreformen einsetzen; insgesamt spielt diese Thematik jedoch in der Entwicklungshilfe und Entwicklungszusammenarbeit der Industrieländer eine geringe Rolle.
An einer Sondersitzung der Ernährungs- und Landwirtschaftsorganisation FAO im November 2006 sprachen sich Brasilien, Argentinien, die Philippinen und weitere Entwicklungsländer für ein stärkeres Engagement der FAO in diesem Bereich aus, was von den USA, Kanada, der EU und Japan abgelehnt wurde.
Das deutsche BMZ strich 2001 die Budgetlinie für „strukturelle Ernährungssicherung“, um den hierfür aufgewendeten Betrag stattdessen für Nothilfe zu verwenden. Weiterhin unterstützt das BMZ Landreformprogramme nach dem willing seller – willing buyer-Prinzip, etwa in Namibia.

## Folgen von Landreformen
Die Folgen von Landreformen fielen im Laufe der Geschichte unterschiedlich aus. Beispielsweise werden die nach 1945 in den heutigen „Tigerstaaten“ Asiens durchgeführten marktwirtschaftlichen Landreformen als erfolgreich und als ein Mitgrund für den wirtschaftlichen Aufstieg dieser Länder gewertet. Andere Reformen wurden beschlossen, aber unvollständig umgesetzt, andere blieben weitgehend folgenlos, die meisten zeigten negative Folgen. So trugen die Zwangskollektivierungen in kommunistischen Systemen mehrfach zu Hungersnöten bei (in der Sowjetunion in den 1930ern oder in China 1959–62), und in Simbabwe hat die „beschleunigte Landreform“ ab 2000 die gegenwärtige Krise im Land mitverursacht.
Für weitere Beispiele siehe die untenstehende Liste.
In vielen Fällen sank unmittelbar nach einer Landreform die landwirtschaftliche Produktion, was mitunter Versorgungsschwierigkeiten und schwere gesamtwirtschaftliche Probleme zur Folge hatte. Mögliche Gründe dafür sind Startschwierigkeiten, mangelnde Unterstützung der neuen Landbesitzer (etwa durch Ausbildung oder Saatgut), die Vergabe von Land an Personen, die nicht gewillt oder nicht qualifiziert sind, es produktiv zu nutzen, oder fortschreitende Erbteilung, die die verteilten Landstücke im Laufe der Generationen immer kleiner werden lässt.
Wenn sich Landeigentümer, die wegen einer Reform ihren Besitz aufgeben mussten, anderswo niederlassen und unter Umständen die dort ansässigen (Klein-)Bauern verdrängen, kann eine Landreform indirekt auch die Gegensätze in einem anderen Gebiet verschärfen. So schaffte die bolivianische Landreform von 1953 den Großgrundbesitz im Hochland weitgehend ab; viele Großgrundbesitzer wichen daraufhin ins Tiefland aus, wo sie Boden der einheimischen Guaraní in Besitz nahmen und teilweise bis heute (2007) Guaraní als Landarbeiter in Schuldknechtschaft halten. Nach der seit 2000 verschärften Landreform im Nachbarland Simbabwe warb Mosambik gezielt enteignete weiße simbabwische Farmer an, um die kommerzielle Landwirtschaft voranzutreiben. Dabei kam es auch zu umstrittenen Vergaben von ehemaligem Kleinbauernland an die neuen Farmer.

## Landreformen nach Regionen

### Afrika
Die Thematik der Landreform spielt vor allem im südlichen Afrika eine Rolle, wo sich als Erbe von Kolonialismus und Apartheid ein großer Teil der Böden im Besitz weißer Farmer befindet, während die meisten schwarzen Bauern auf wenig Land Subsistenzwirtschaft betreiben. Bedeutende Teile der schwarzen Bevölkerungsmehrheit betrachten die Landnahme weißer Siedler in der Kolonialzeit als Diebstahl und die Rückgabe von Land daher als notwendige Wiedergutmachung historischen Unrechts.
Traditionelle Landrechtspraktiken in Afrika beinhalten meist neben individuellen Landnutzungsrechten eine gewisse Kontrolle der Gemeinschaft über den Boden. Nach der Entkolonisierung gab es in vielen Staaten Bestrebungen – oft mit internationaler Unterstützung –, diese als „rückständig“ angesehenen Systeme durch Landgesetze nach westlichem Vorbild mit privaten Landtiteln für die Bauern zu ersetzen. Dahinter stand der Gedanke, dem einzelnen Bauern mehr Rechtssicherheit zu verschaffen als bei den oft komplexen und veränderlichen traditionellen Landrechten. In der Praxis hatten solche Landreformprogramme vielfach eine stärkere Ungleichheit in der Landverteilung zur Folge, da der Zugang zu den Registrierungsverfahren ungleich war und bisweilen auch Korruption bei der Vergabe der Landtitel eine Rolle spielte.
In manchen Gebieten führen der Verlust von fruchtbarem Ackerland (durch Erosion/Desertifikation), Bevölkerungswachstum und Mangel an Beschäftigungsmöglichkeiten außerhalb der Landwirtschaft zu allgemeinem Landmangel.

#### Simbabwe
In Simbabwe wurde entsprechend dem Lancaster-House-Abkommen 1979, welches die Unabhängigkeit Simbabwes und das Ende der Apartheid im Land besiegelte, ein Fonds gegründet, der nach dem willing-seller-willing-buyer-Prinzip („Willige Verkäufer, willige Käufer“) Land von weißen Farmern kaufte, um es zu verteilen. Dieser Fonds wurde von der ehemaligen Kolonialmacht Großbritannien mitfinanziert und bewirkte 1980–1990 die Umverteilung von mehr als 20.000 km² Land an etwa 70.000 Begünstigte. Die geringen Hilfen von der Thatcher-Regierung für die Landreform wurden nach Vorwürfen der Labour Party in der Vereinbarung allerdings dazu verwendet, Land für die „Eliten“ des Landes zu kaufen, statt für Landlose. Die (1997 gewählte) neue Labour-Regierung beendete mit dieser Begründung die finanziellen Hilfen zu Landreform. Insgesamt ging die Landreform nur langsam voran und die Beliebtheit der Regierung schrumpfte, sodass Präsident Mugabe 2000 die kontroverse „beschleunigte Landreform“ (fast-track land reform) initiierte.
Die Landbesetzungen wurden häufig ohne Entschädigung, in einer Nacht-und-Nebel-Aktion, begleitet von Gewalt, organisiert. Die weißen Farmer flüchteten und brachten zuvor ihr Vieh um und verwüsteten die Traktoren und die Bewässerungsanlagen. Das enteignete Land wurde vielfach nicht wie ursprünglich vorgesehen an landlose schwarze Bauern oder an die vormaligen Farmarbeiter vergeben, sondern an Personen mit guten Beziehungen zur Mugabe-Regierung. Aufgrund mangelnder landwirtschaftlicher Erfahrung oder weil die Lieferung von Saatgut und landwirtschaftlichen Hilfsmitteln von der Regierung versprochen, aber nicht eingehalten wurde, ließen viele der neuen Landbesitzer ihren Boden brach liegen. In der Folge kam es zu Nahrungsmittelknappheit, und zehn Jahre nach der Landreform (2011) ist die landwirtschaftliche Produktion weiterhin geringer als davor. Die ehemaligen Farmarbeiter erhielten in der Regel kein Land, wurden vertrieben und arbeitslos.
Im März 2015 kündigte Präsident Mugabe die endgültige Rücknahme von weißem Farmland an. Er bezeichnete es als "Schande", dass immer noch 163 Farmen weißen Besitzern gehören. Mitte November wurde ein Gesetz erlassen, wonach die neuen Farmnutzer eine jährliche Pacht und Entwicklungsabgabe zu entrichten haben. Die Pachtzeit wurde auf maximal 99 Jahre festgelegt.
Mitte 2017 hat die Übernahme der letzten weißen Farmen wieder an Fahrt gewonnen. So haben Sondereinheiten des Staates, aber auch die Familie Mugabe selber weiteres Land in Besitz genommen.

#### Namibia
In Namibia wird seit der Unabhängigkeit 1990 eine Landreform nach dem Motto „Willige Verkäufer, willige Käufer“ durchgeführt. Alleine im Finanzjahr 2014/15 wurden 40 Farmen von der Regierung, die ein Vorkaufsrecht auf alles zum Verkauf stehende Farmland zum Marktpreis hat, für N$ 257 Millionen mit einer Gesamtfläche von 210.987 Hektar erworben.
Das von der Regierung erworbene Land wird an registrierte, willige Käufer gegen Pacht abgegeben. Dieses Prozedere steht in starker Kritik, da Farmen geteilt werden, um so mehr Bewerbern Land zuteilen zu können, diese kleine Farmen jedoch nicht wirtschaftlich betrieben werden können. Zudem sind die Bewerber meist gar nicht in Landwirtschaft ausgebildet. Zudem werden andere willige Käufer durch Kredite beim normalen Kauf einer Farm unterstützt. Zu Enteignungen gegen angemessene Entschädigung kam es bisher nur in wenigen Einzelfällen, zum Beispiel bei sehr großen Farmen, die sich im Besitz von Ausländern befanden und nicht bewirtschaftet wurden. Der rechtmäßige Besitz von Farmland durch Weiße wurde durch Premierminister Hage Geingob im März 2015 bestätigt. Farmer müssten keine Angst haben für die koloniale Vergangenheit zur Rechenschaft gezogen zu werden.
Von 1990 bis August 2016 wurden vom Staat insgesamt 502 Farmern mit einer Fläche von 3,1 Millionen Hektar für 1,7 Milliarden Namibia-Dollar aufgekauft. Hierhin wurden mehr als 5200 Familien umgesiedelt. Ein im Oktober 2016 angekündigtes Gesetz zur Landreform soll unter anderem Enteignungen erleichtern und so die Umverteilung beschleunigen. Von 2008 bis 2018 wurden mehr als 440 Farmen erworben, die eine Fläche von knapp drei Millionen Hektar haben.
Nach einer 2. Nationalen Landkonferenz Anfang Oktober 2018 wurden knapp 200 Schritte zu einer schnellere, effektiveren und gerechteren Landreform beschlossen. Unter anderem solle das Prinzip „Willige Verkäufer, willige Käufer“ eingestellt werden. Ende 2020 gab Premierminister Saara Kuugongelwa-Amadhila nach weiteren Konsultationen bekannt, dass an dem Prinzip nicht gerüttelt werde, da Paragraf 16 der Verfassung Eigentum schütze.

#### Weitere Länder
- Angola: Nach dem Abzug der portugiesischen Kolonialmacht 1975 wurden Farmen aus ehemals portugiesischem Besitz in Staatsfarmen umgewandelt. Diese rentierten jedoch nicht und wurden schließlich an private Bauern oder Kooperativen übertragen.[31]
2004 wurde in Zusammenarbeit mit zivilgesellschaftlichen Organisationen ein neues Landgesetz ausgearbeitet, das Nutzungs-, Gewohnheits- und Vererbungsrechte, Entschädigungsrechte im Fall von Enteignungen und die Einführung von Nutzungsgebühren für Großgrundbesitz regelt. In der Praxis wurde dieses Gesetz aber nicht vollständig umgesetzt, was zu Rechtsunsicherheit führt. Korrupte Akteure – tubarões („Haie“) genannt – eignen sich zuweilen illegal große Ländereien an und vertreiben die darauf ansässige Bevölkerung.[32]
- Äthiopien: Die traditionellen Landbesitzsysteme in Äthiopien sind vielfältig. Während der Bodenbesitz im Norden des Landes relativ gleichmäßig verteilt war, war die Ungleichheit im Süden größer. Ab Mitte der 1960er waren Teile der äthiopischen Bevölkerung für Landreformen. Die Landreform des kommunistischen Derg 1975 wurde im Süden begrüßt, im Norden hingegen teilweise abgelehnt. Hierbei wurde das Land verstaatlicht, wobei die Bauern Nutzungsrechte für Landstücke von weniger als zehn Hektar erhielten. Die Tendenz der Aufteilung in immer kleinere Parzellen, welche kaum zur Selbstversorgung ausreichen, hält an.[33]
- Burkina Faso: In den 1980er Jahren ließ Thomas Sankara das Land, das bisher von Dorfvorstehern nach Gutdünken verteilt worden war, umverteilen gemäß den Bedürfnissen der Bauernfamilien.[34]
- Kenia: In den 1960er Jahren lancierte Jomo Kenyatta eine Landreform auf Basis der willing seller – willing buyer-Prinzips, die von der ehemaligen Kolonialmacht Großbritannien finanziert wurde. 2006 kündigte Mwai Kibaki die Neuverteilung von Land in der Küstenregion, welches sich im Besitz abwesender Landeigentümer befindet, an Menschen, die sich auf diesem Land niedergelassen haben, an[35].
- Mauretanien: Es stellt sich die Frage nach der Übergabe von Land aus dem Besitz der Elite der „weißen Mauren“ an (ehemalige) Sklaven (Haratin, „schwarze Mauren“); viele Sklaven bewirtschaften seit Generationen Land für ihre Herren und glauben, Anspruch darauf zu haben. Da landwirtschaftlich nutzbares Land in Mauretanien insgesamt knapp ist, wollen die heutigen Landbesitzer und Sklavenhalter dies keinesfalls. Dies ist einer der Gründe, weshalb die Bekämpfung der Sklaverei in Mauretanien langsam vorankommt.[36]
- Südafrika: Die Rückgabe von Land (Land restitution) war eines der Versprechen des ANC, als dieser 1994 an die Macht kam. Zunächst wurde dies mit Hilfe eines willing seller – willing buyer-Programms umgesetzt, in dessen Rahmen die Regierung Land von weißen Großgrundbesitzern aufkaufte und verteilte. Auch wurde Land von Schwarzen, das die Regierung in der Apartheid-Ära enteignet hatte, wieder zurückgegeben[37]. Da die südafrikanische Landreform jedoch insgesamt langsam vorankommt, kündigte die Regierung Anfang 2006 an, künftig auch zum Instrument der Enteignung – mit Entschädigung der Grundbesitzer – zu greifen[38]. Seit 2017 ist die Landreform beim ANC wieder stärker in den Fokus gerückt mit einem Paradigmenwechsel: 2018 verabschiedete die Partei gemeinsam mit der drittgrößten Partei den EFF einen Antrag im Parlament, der die entschädigungslose Enteignung unterstützt.[39] In seinem Mitte Januar 2019 vorgestellten Wahlprogramm sprach auch Präsident Cyril Ramaphosa von einem Plan, um die Landreform zu beschleunigen – „einschließlich Enteignung ohne Entschädigung, wo angebracht.“[40]
- Tansania: Als bedeutender Teil des Ujamaa-Sozialismus unter Nyerere wurden Millionen Dorfbewohner – teils unter Zwang – in Gemeinschaftsdörfer umgesiedelt, wo ihnen landwirtschaftliche Technologie, Bildungseinrichtungen etc. zur Verfügung gestellt wurden und sie das Land gemeinsam bearbeiten sollten. Nach dem Ende des Ujamaa-Programms kehrten viele Bauern wieder in ihre ursprünglichen Dörfer zurück.

### Asien
Die Situation in Asien ist von Land zu Land sehr unterschiedlich. Die Landreformen in den heutigen „Tigerstaaten“ nach dem Zweiten Weltkrieg werden als einer der Gründe für deren wirtschaftlichen Aufstieg gewertet. Besonders ist die Situation auf den Philippinen, wo die Landbesitzstrukturen aus historischen Gründen denjenigen in Lateinamerika ähneln, und in Indien. Landreformen von unterschiedlicher Intensität wurden in kommunistisch regierten Ländern wie China durchgeführt.

#### China
Durch die 1946 – drei Jahre vor Gründung der Volksrepublik China – begonnene Landreform gewann die Kommunistische Partei die Unterstützung von Millionen armen bis mittleren Bauern. Land und sonstiger Besitz von „Grundherren“ wurde enteignet und unter den Bauern umverteilt, sodass jeder ländliche Haushalt etwa gleich viel besaß. Damit wurden zugleich die früheren „Dorf-Eliten“ beseitigt, welche in dem Verdacht standen, dass sie sich ansonsten möglicherweise der Partei und deren Programm entgegengestellt hätten.
Ab 1958 wurden die bäuerlichen Haushalte in Kollektive und Volkskommunen zusammengefasst, welche zentral kontrolliert wurden. Eine Volkskommune umfasste etwa 5.000 Haushalte oder 22.000 Personen, die auf mehrere Dörfer verteilt waren. Dies führte auch dazu, dass der einzelne Bauer keinen direkten persönlichen Vorteil daraus zog, wenn er seine Produktivität erhöhte, und folglich kaum einen Anreiz hierzu hatte. Zusätzlich wurden im Laufe des „Großen Sprungs nach vorn“ zahlreiche Arbeitskräfte aus der Landwirtschaft abgezogen, um eine Schwerindustrie aufzubauen. In der Folge sank die landwirtschaftliche Produktion. Diese Politik war mitverantwortlich für die massive Hungersnot Anfang der 1960er Jahre und wurde danach teilweise rückgängig gemacht.
Ende der 1970er Jahre wurden wieder individuelle Rechte und Verantwortung der Bauern gestärkt. Diese mussten nun eine Quote ihrer Produktion zu einem festgesetzten Preis an das Kollektiv abliefern, konnten aber ansonsten ihre Arbeit frei organisieren und Überschüsse auf eigene Rechnung verkaufen. Dieses Programm verzeichnete zunächst großen Erfolg in der Produktivitätssteigerung, später stagnierte es, wohl weil das System der periodischen Neuverteilung des Bodens eher dessen kurzfristig angelegte Ausbeutung als längerfristige Investitionen förderte.
Indes bleibt Armut im ländlichen China verbreitet. Viele Bauern sind stark durch – teils illegale – Steuern und Abgaben belastet, und im Falle von Landenteignungen etwa für den Bau von Staudämmen oder Industrieanlagen erhalten sie vielfach nicht die Entschädigung, die ihnen gesetzlich zustünde.

#### Weitere Länder
- Indien: Als Erbe der britischen Kolonialzeit hatte Indien ein semi-feudales Landbesitzsystem, in dem der Landbesitz auf wenige Eigentümer (Zamindars) konzentriert war. Seit der Unabhängigkeit gab es daher in mehreren Bundesstaaten Landreform(bestrebung)en. Am konsequentesten wurden diese im von der Kommunistischen Partei regierten Westbengalen durchgeführt; 7,5 Millionen Landlose haben seit 1977 Land erhalten, und die Rechte der Pächter wurden gestärkt[45]. Ähnlich geschah es im ebenfalls kommunistisch regierten Kerala[46]. Ein weiteres Landreformprogramm wurde nach 1947 in Jammu und Kashmir lanciert.
In Andhra und Madhya Pradesh kämpfen die Naxaliten mit Gewalt für Landreformen. In Bihar kommt es im Kontext der Auseinandersetzungen zwischen Privatmilizen von Landeigentümern, Dorfbewohnern und Maoisten bisweilen zu Massakern.
Die soziale Bewegung Ekta Parishad kämpft hauptsächlich in Madhya Pradesh, Chhattisgarh, Orissa und Bihar mit gewaltfreien Mitteln für Landreformen und Lösung von Landkonflikten.[47]
- Indonesien: Das Agrargesetz von 1960 hatte eine Modernisierung der Landbesitzverhältnisse wie auch teilweise Landumverteilungen zum Ziel, wurde allerdings unvollständig umgesetzt[48]. Es gibt diverse Fälle, in denen Kleinbauern willkürlich und illegal durch den Staat oder durch private Unternehmen von ihrem Land vertrieben wurden[49][50].
- Japan: Unter der US-amerikanischen Besatzungsmacht nach dem Zweiten Weltkrieg wurde Pächtern das Land, das sie bestellten, als Privatbesitz übertragen, wobei die vormaligen Grundherren eine geringe Entschädigung erhielten. Die japanische Landreform wird allgemein als „Erfolg“ und als einer der Gründe für Japans wirtschaftlichen Aufstieg gewertet, doch ist teils umstritten, inwiefern sie tatsächlich wirtschaftlich und inwiefern eher politisch erfolgreich war[51].
- Kambodscha: Unter den Roten Khmer sollte das Land in einen „Bauernstaat“ umgewandelt werden. Hierzu wurden Stadtbewohner aufs Land gezwungen und alle Reisfelder in Parzellen von einheitlicher Größe aufgeteilt, unabhängig davon, ob dies geografisch sinnvoll war. Bis zum Ende ihrer Herrschaft 1978 fielen den Roten Khmer nach den verbreitetsten Schätzungen etwa 1,7 bis 2,2 Millionen Kambodschaner zum Opfer.
- Korea:
  - 1945–1950 konfiszierten koreanische und US-amerikanische Behörden Land im Besitz der ehemaligen japanischen Kolonialregierung, japanischer Unternehmen und Kolonisten in Südkorea und verteilten es um. Die koreanische Regierung führte eine Landreform durch, in deren Rahmen koreanische Großgrundbesitzer das meiste Land abgeben mussten. So entstand eine neue Klasse unabhängiger Landeigentümer-Familien.[52]
  - Im kommunistisch regierten Nordkorea wurde nach 1946 eine Landreform durchgeführt. Bis heute gelten ehemalige „Großbauern“ als „feindlich gesinnte Personen“[53].
- Laos: Nach der Machtübernahme der kommunistisch geprägten Pathet Lao 1975 wurde das Land zu Staatseigentum erklärt, und die Kleinbauern wurden in Kooperativen zusammengefasst. Dieses Programm erfreute sich allerdings keiner großen Beliebtheit unter den Bauern, da diese zuvor nicht von Großgrundbesitzern unterdrückt worden waren und die Kollektivierung nicht als „Befreiung“, sondern als Einengung empfanden. Im Zuge der wirtschaftlichen Öffnung des Landes in den 1980ern wurde den Kleinbauern der Austritt aus den Kooperativen erlaubt, was die meisten daraufhin taten.
- Nepal: Durch Landreformgesetze in den 1950er und 1960er Jahren wurden die vormals feudalistisch geprägten Landbesitzstrukturen reformiert und ein Teil des Bodens umverteilt[54]. Nach der Befreiung der Kamaiya aus der Schuldknechtschaft wurde diesen Land als Entschädigung und Existenzgrundlage versprochen, was jedoch noch nicht umgesetzt wurde.
- Philippinen: Im Rahmen des Comprehensive Agrarian Reform Law existiert ein umfassendes Programm zur Umverteilung von Staats- und teilweise Privatland an landlose Bauern, das allerdings insbesondere im Bereich der Ländereien einflussreicher Großgrundbesitzer unvollständig umgesetzt ist. Zuweilen kommt es zu Attentaten auf Landreformaktivisten.[55]
- Taiwan: In den Jahren nach dem Zweiten Weltkrieg führte Chiang Kai-shek mit Hilfe der USA eine Landreform durch. Dies wurde dadurch begünstigt, dass viele Großgrundbesitzer Japaner waren, die nach dem Kriegsende geflohen waren, und dass die meisten Kuomintang vom chinesischen Festland stammten und daher den einheimischen Grundbesitzern nicht verbunden waren.
- Thailand: Premierminister Chuan Leekpai trat für Landreformen ein, stieß jedoch auf Widerstand und konnte diese daher nicht umsetzen.
- Türkei: Historisch waren die türkischen Bauern unabhängig von Grundherren. In seiner Anfangszeit hielt der Osmanische Staat den meisten Boden im Staatsbesitz und verpachtete ihn zu relativ günstigen Bedingungen an die Bauern; er sorgte dafür, dass Landstücke stets groß genug blieben, um eine Familie und zwei Ochsen zu ernähren, und unterband die Entstehung einer „Landeigentümer-Klasse“. Später wich er von dieser Politik ab, sodass bis 1923 der Landbesitz auf wenige Personen mit großen Ländereien übergegangen war. Seit der Ära Atatürks wurden verschiedentlich Landumverteilungen zwecks Förderung der ländlichen Entwicklung propagiert, was aber kaum zur Umsetzung gelangte.[56]
- Vietnam: Nach dem Zweiten Weltkrieg und noch vor der formellen Teilung des Landes wurde in Nordvietnam eine Landreform initiiert. Diese führte zur Verteilung von Land an zwei Millionen arme Bauern, aber auch zu Zehn- bis Hunderttausenden Toten und war ein Grund für den Exodus von einer Million Menschen nach Südvietnam nach 1954. In Südvietnam gab es in der Zeit nach Diệm mehrere Bestrebungen, wovon die ehrgeizigste das 1970 von Nguyễn Văn Thiệu begonnene „Das Land dem, der es bebaut“-Programm war. Dieses beschränkte den Landbesitz von Individuen auf 15 Hektar, beinhaltete Kompensationen für enteignete Landstücke und vergab legale Landtitel an Bauern in von der südvietnamesischen Regierung kontrollierten Gebieten, die zuvor von der Vietcong Land erhalten hatten. Die Landreform wurde nicht in allen Landesteilen wirksam umgesetzt; im Mekongdelta und in den Provinzen um Saigon konnte innerhalb dreier Jahre der Anteil des von Pächtern bestellten Bodens von 60 auf 10 % gesenkt werden[57].

### Europa
Die im 20. Jahrhundert in den Ostblockstaaten durchgeführten Enteignungen und Kollektivierungen sind weitgehend rückgängig gemacht. Da die Bedeutung der Landwirtschaft gegenüber dem Industrie- und Dienstleistungssektor allgemein stark zurückgegangen ist, ist auch die Bedeutung von Landreformfragen heute gering.

#### Irland (19. Jahrhundert)
Bis in das 20. Jahrhundert gab es hingegen auch in Westeuropa Landreformbewegungen, beispielsweise in Irland. Nach der Großen Hungersnot 1845–1849 – welche u. a. darauf zurückzuführen war, dass sich der irische Boden damals größtenteils im Besitz englischer, teilweise auch irischer Landlords befand, während die irischen Bauern als Pächter zumeist in großer Armut lebten – nahm die „Landfrage“ einen beherrschenden Platz in der irischen Politik ein. Die Irish Land League, geführt von Michael Davitt und Charles Stewart Parnell, kämpfte ab den 1870ern im „Land War“ für Landreformen. Durch mehrere Landreformgesetze ging der Boden im Laufe der folgenden Jahrzehnte allmählich wieder in den Besitz der irischen Bauern über.

#### Weitere Länder

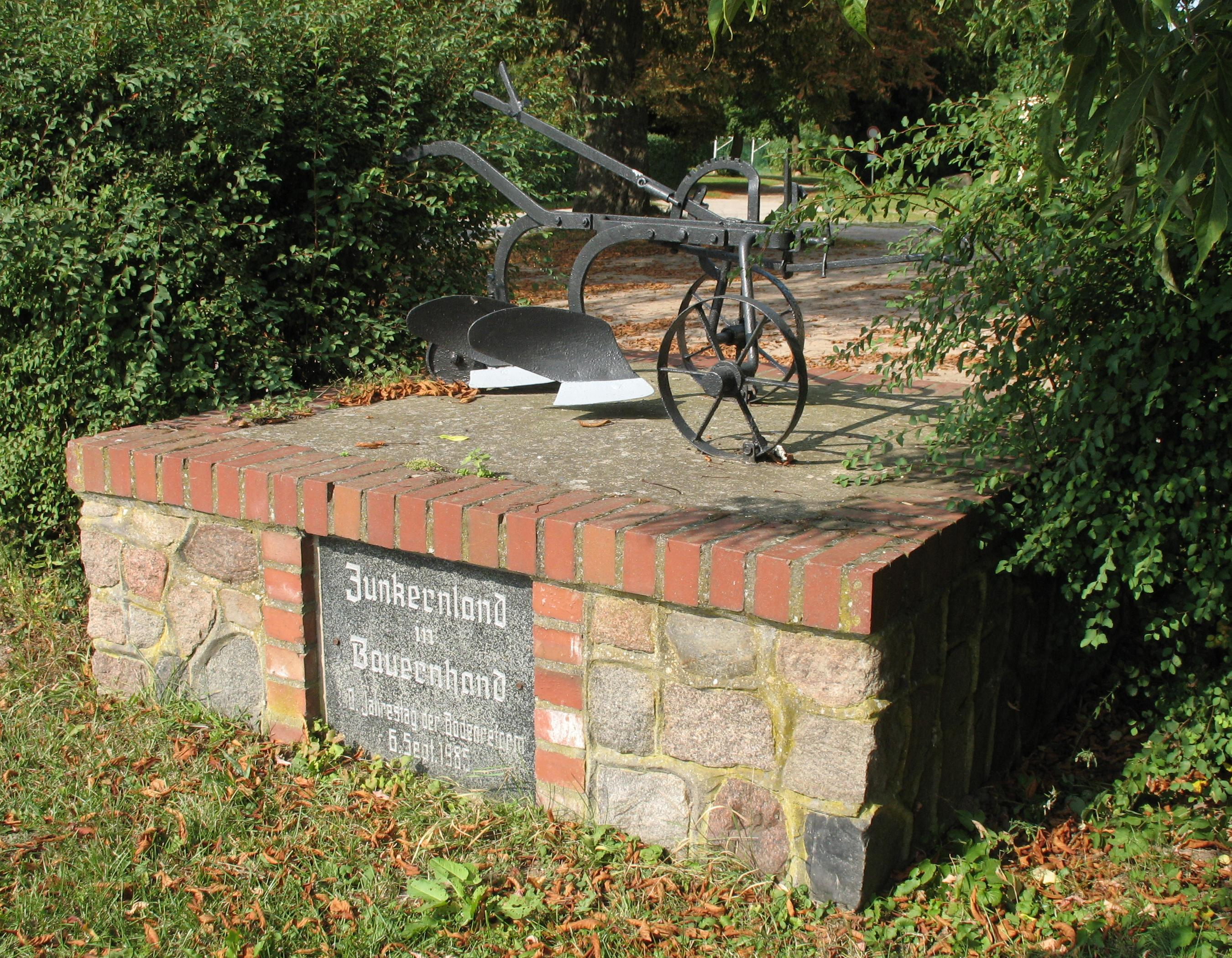
Bodenreform-Denkmal in der Uckermark

- Bulgarien: 1880 erhielt jeder Bauer, Teilpächter oder Landarbeiter, der 10 Jahre lang ohne Unterbrechung ein Landstück bearbeitet hatte, dieses zugeteilt.[58]
- Deutschland: siehe Bodenreform in Deutschland.
- Estland (Landreform von 1919) und Lettland (Landreform von 1920): Nach ihrer Staatsgründung 1918 wurde der Großgrundbesitz deutscher Grundbesitzer enteignet und zu einem großen Teil in kleinbäuerliche Einheiten  umgewandelt.
- Finnland: Nach dem Finnischen Bürgerkrieg kam es 1918 zu einer Reihe von Landreformen. Diese beinhalteten die Übertragung von gepachtetem Land (torppa) an die Pächter – bei Entschädigung der Grundbesitzer – und ein Verbot der Landaneignung durch Holzunternehmen. Nach dem Zweiten Weltkrieg erhielten aus russisch gewordenen Gebieten evakuierte Karelier Staats- und Privatland. Auch Kriegsveteranen profitierten von solchen Zuteilungen.
- Frankreich: Eine umfassende und dauerhafte Landreform fand unter der Herrschaft des Direktoriums gegen Ende der Französischen Revolution statt.
- Jugoslawien: Unter Tito wurde das Land zu einem erheblichen Teil in Genossenschaften zusammengefasst, ein Teil wurde armen Bauern zugeteilt.[59]
- Österreich: siehe Bodenreform in Österreich.
- Portugal: Nach der Nelkenrevolution 1974 kam es unter dem sozialistischen Flügel der putschenden Streitkräfte MFA zu Verstaatlichungen und Landreformen.[60]
- Rumänien: Nach gescheiterten Landreformversuchen durch Mihail Kogălniceanu nach 1863 (deren Scheitern u. a. den Bauernaufstand in Rumänien 1907 zur Folge hatte) wurde 1921 eine umfassende Reform durchgeführt.
- Russland / Sowjetunion: Nachdem 1861 im Russischen Reich die Bauernbefreiung durchgesetzt worden war, waren die russischen Bauern nicht mehr an Großgrundbesitzer gebunden, aber an die Mir-Dorfgemeinschaften. Premierminister Stolypin führte eine Agrarreform durch, die den Bauern das Dorfgemeinschaftsland als Privateigentum übertrug.
Nach der Oktoberrevolution 1917 verbot Lenin in seinem Land-Dekret jegliches Privateigentum an Boden. Landbesitz wurde ohne Entschädigung enteignet und kollektiviert. In den 1930er Jahren unter Stalin führte der Einsatz von Hunger als Waffe gegen angebliche oder tatsächliche „Großbauern“ (Kulaken), um den Widerstand gegen die Zwangskollektierung zu brechen, zur Hungersnot in Teilen Russlands, im Kaukasus, Kasachstan und der Ukraine (Holodomor). Erst am 28. Februar 1990 wurde den sowjetischen Bauern wieder gestattet, Land zu kaufen und an ihre Kinder zu vererben.[61]
- Schottland: Der Land Reform (Scotland) Act 2003 beendet das historische Erbe feudaler Gesetze und stellt einen Rahmen dar, in dem ländliche Gemeinden Land auf ihrem Gebiet kaufen können.
- Schweden: 1827 wurde das Land, das von den Dorfbewohnern bislang gemeinschaftlich bearbeitet worden war, als Privatbesitz aufgeteilt.[62]
- Tschechoslowakei: Im Jahr 1920 wurden durch die Bodenreform (tschech. pozemková reforma) insgesamt etwa 220.000 ha landwirtschaftliche Nutzfläche enteignet und über günstige Kredite an tschechische Einwohner oder Genossenschaften verteilt.
- Türkei: siehe unter Asien#Weitere Länder.
- Ungarn: 1945 wurden sämtliche mehr als 142 Acres umfassenden Grundstücke entschädigungslos enteignet und unter den Bauern verteilt. In den 1950er Jahren wurde der Kollektivbesitz nach sowjetischem Vorbild eingeführt. Nach 1990 wurden die Kooperativen aufgelöst und der Boden auf private Kleinbauern verteilt.

### Lateinamerika
Die Agrarstrukturen in Lateinamerika sind von großen Gegensätzen zwischen wenigen Großgrundbesitzern und ihren riesigen haciendas oder fazendas einerseits und den vielen Kleinbauern und Landlosen andererseits geprägt. Deswegen ist hier der Druck für Landreformen gegenwärtig am stärksten ausgeprägt.

#### Brasilien
Ab den 1930er Jahren schränkte Getúlio Dornelles Vargas die traditionelle Macht der Großgrundbesitzer ein und versprach eine Landreform, wobei Letzteres Versprechen nicht eingelöst wurde. Dies liegt daran, dass der politische Einfluss der Großgrundbesitzer nach wie vor bedeutend ist; zudem lassen sich die entsprechenden Gesetze in abgelegenen Gebieten, wo Korruption in der Polizei verbreitet ist und manche Großgrundbesitzer Privatmilizen (pistoleiros) unterhalten, bisweilen schwer durchsetzen.
Während der Militärdiktaturen 1964–1985 waren auch Personen und Organisationen, die sich für Landreformen einsetzten, Repressionen ausgesetzt. Teilweise wurde versucht, die „Landfrage“ durch die Ansiedlung von Landlosen im Amazonien zu lösen, was umstritten ist, da sich dadurch der Druck auf den dortigen Regenwald erhöhte. Die Landlosenbewegung MST setzt sich für Landreformen ein, weitere Akteure der Landreformbewegung sind befreiungstheologische kirchliche Kreise wie die CPT. Auch der ab 2003 regierende Luiz Inácio Lula da Silva setzte keine Landreform um.

#### Peru

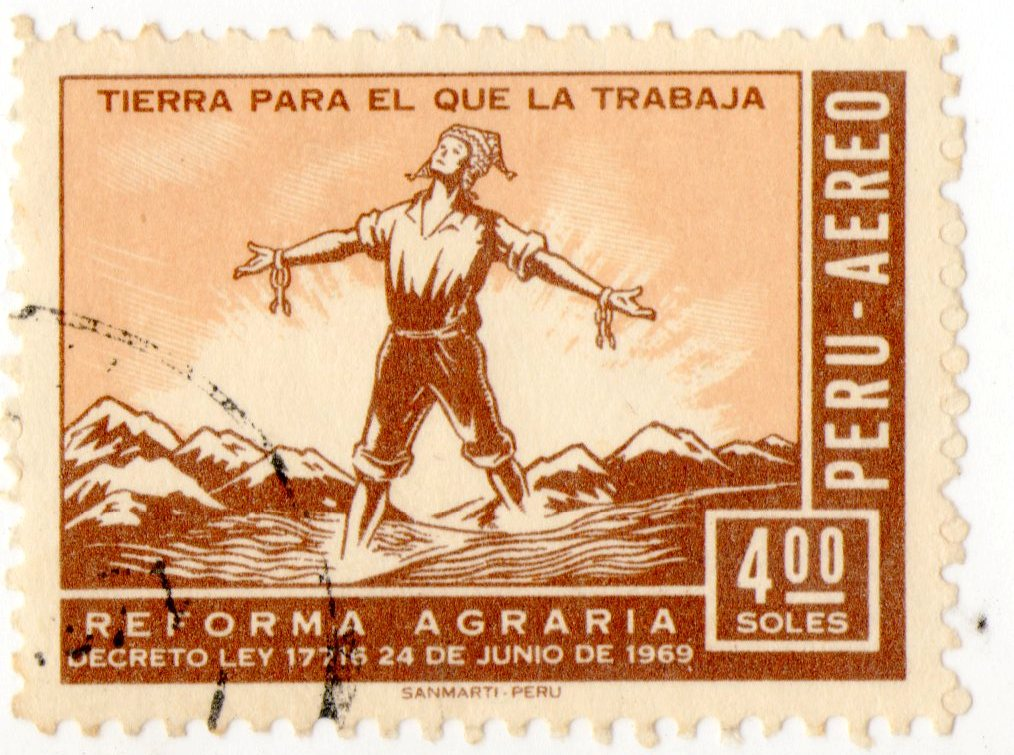
Peruanische Briefmarke von 1969, Bild von Carlos Zeiter: „Das Land für den, der es bebaut“

Unter dem Druck der Bauernorganisationen, insbesondere der Confederación Campesina del Perú, kam es bereits in den 1960er Jahren zur Übertragung von Land der Haciendas an indigene Dorfgemeinschaften (Quechua, Aymara). Den Anfang machten die moderaten Agrarreformgesetze Ley de bases para la Reforma Agraria (1963) der Regierung von Ricardo Pérez Godoy sowie Ley de Reforma Agraria (1964) der Regierung von Fernando Belaunde. Deren Wirkungen blieben jedoch sehr begrenzt. Daraufhin erließ die Militärregierung unter Juan Velasco Alvarado am 24. Juni 1969 mit dem Dekret 17716 ein umfassendes Agrarreformgesetz. Enteignet wurde Grundbesitz von mehr als 150 Hektar Ackerfläche, ebenso Grundbesitz von mehr als 1500 Hektar Weidefläche in den Anden. Die enteigneten Äcker und Weiden wurden Genossenschaften sowie Bauerngemeinden (comunidades campesinas) übertragen. An der Küste waren dies die Cooperativas Agrarias de Producción (CAP, „Landwirtschaftliche Produktionsgenossenschaften“), im Andenhochland insbesondere die Sociedades Agrícolas de Interés Social (SAIS, „Landwirtschaftliche Gesellschaften von sozialem Interesse“), welche Mischbetriebe aus einer modernen Genossenschaft und indigenen Dorfgemeinschaften (ayllus) darstellten. Diese Landreform führte zur weitgehenden Beendigung des jahrhundertealten Systems der peonaje (Schuldknechtschaft), konnte jedoch das Ernährungs- und Armutsproblem nicht lösen. Begrenzte Landreformen wurden außerdem 1988–1995 – als Maßnahme gegen den „Leuchtenden Pfad“ – unter Hernando de Soto und in den frühen Jahren der Regierung Alberto Fujimoris durchgeführt.

#### Weitere Länder
- Argentinien: Das Land gehört zu den größten Exporteuren von Rindfleisch, – teils gentechnisch verändertem – Soja und Getreide, die bedeutende Einnahmen bringen. Doch profitieren hauptsächlich wenige Großgrundbesitzer und Unternehmen von den Exporterlösen, während unter der übrigen Bevölkerung Armut bis hin zu Hunger verbreitet ist. In den letzten Jahren mussten an die 160.000 Kleinbauern der Expansion des Sojaanbaus weichen[68]. Die Frage der Landreform ist daher Gegenstand gesellschaftlicher Debatten. Hierbei tritt namentlich die einflussreiche Katholische Kirche für solche Reformen ein, da die starke Konzentration des Landbesitzes den Kleinbauern schade[69].
- Bolivien: Nach der Revolution 1952 wurde ein Landreformgesetz verabschiedet, in dessen Rahmen bis 1970 aber nur 45 % der Bauernfamilien tatsächlich Landtitel erhalten hatten. Weitere Reformprogramme erfolgten in den 1970er und 1980er Jahren. Der neue Präsident Evo Morales plant bis 2011 die Umverteilung von einem Fünftel des bolivianischen Landes[70]; 2,5 Mio. Hektaren Staats- und 20 Mio. Hektaren ungenutztes Privatland sollen umverteilt werden[71]
- Chile: Landreformen wurden unter Jorge Alessandri 1960 begonnen und unter Eduardo Frei Montalva weitergeführt. Ihren Höhepunkt erreichte die Landreform in Chile unter Allende 1970–1973; über 80 Hektar große Farmen wurden enteignet. Nach der Machtübernahme Pinochets wurde sie gestoppt und teilweise durch die Kräfte des Marktes wieder rückgängig gemacht.
- Ecuador: Landreformen gehören zu den Forderungen der Bewegung der Indigenen in Ecuador.
- Guatemala: Landreformen geschahen von 1944 bis 1954 unter den Präsidenten Juan José Arévalo und Jacobo Arbenz, wurden jedoch nach dem Sturz von Arbenz durch die CIA weitgehend rückgängig gemacht. Die „Landfrage“ in Guatemala bleibt Anlass für Menschenrechtsverletzungen v. a. an indigenen Kleinbauern[72].
- Haiti: Nach dem Sklavenaufstand unter Toussaint Louverture 1791 wurden die Großplantagen unter den ehemaligen schwarzen Sklaven aufgeteilt und in kleinbäuerliche Parzellen umgewandelt. In der Folge kam die Produktion von Agrarexportgütern zum Erliegen; nach Ansicht mancher ist diese Landreform einer der Gründe für die heutige Armut Haitis.
- Kolumbien: 1936 erließ Alfonso López Pumarejo ein Gesetz, das es ermöglicht, Privatbesitz im „sozialen Interesse“ zu enteignen. Danach sank das Interesse zunächst, bis 1958–1974 die Partei „Nationale Front“ an die Macht kam. Unter Carlos Lleras Restrepo wurde das Kolumbianische Institut für Agrarreform (INCORA) gegründet, das allein 1968 und 1969 60.000 Landtitel an Bauern und Arbeiter vergab. Danach kam der Landreformprozess zum Erliegen und begann sich von selbst rückgängig zu machen, da der bewaffnete Konflikt in Kolumbien zur Vertreibung von Millionen Kleinbauern und zu einer erneuten Konzentration des Landbesitzes in den Händen von Großgrundbesitzern führte. Pläne der kolumbianischen Regierung zu Beginn des 21. Jahrhunderts, legal enteignetes Land von Drogenbaronen und von demobilisierten paramilitärischen Gruppierungen zurückgegebenes Land zu nutzen, haben noch zu keinen praktischen Ergebnissen geführt.
- Kuba: Die Landreform war ein zentrales Anliegen der Revolution 1959. Große Landgüter wurden durch das Nationale Agrarreforminstitut (INRA) beschlagnahmt; hiervon war auch Fidel Castros Vater, seinerseits Großgrundbesitzer, betroffen. Für die Größe von Grundbesitz wurde eine Obergrenze von 67 Hektar festgesetzt, und Pächter erhielten die vollen Eigentumsrechte.
- Mexiko: Ein gewisses Maß an Landreformen fand im Rahmen der Mexikanischen Revolution statt, aus der die bekannte Parole Tierra y Libertad („Land und Freiheit“) stammt. Heute kämpfen die nach dem Revolutionsführer und Landreformer Emiliano Zapata benannten Zapatistas u. a. für Landreformen.
- Nicaragua: Durch die Landreform unter den Sandinisten wurde Großgrundbesitz verstaatlicht oder an Kleinbauern vergeben. Nach dem Contra-Krieg wurde dies weitgehend rückgängig gemacht.
- Paraguay: Ein Gesetz von 1963 ermöglicht die Umverteilung von Landbesitz, der die Obergrenze von 10.000 Hektar im Osten des Landes bzw. 20.000 Hektar im Chaco im Westen überschreitet. In der Praxis wurde dies kaum umgesetzt. Größere Auswirkungen hatte ein Programm zur Vergabe von Landtiteln im früher weitgehend unberührten östlichen Landesteil. Dadurch wurde die Gründung von Kolonien und die Erschließung dieses Gebietes gefördert.[73]
- Venezuela: Als Teil der „Bolivarischen Revolution“ des Präsidenten Chávez wird im Rahmen der Mission Zamora Staatsland und ungenutztes Privatland an arme Campesinos verteilt.

### Naher Osten und Nordafrika

#### Iran

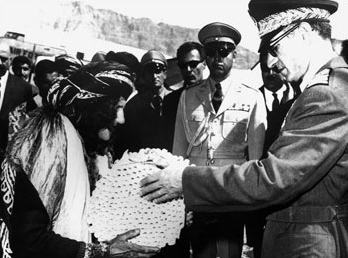
Der Schah verteilt Landtitel im Rahmen der Weißen Revolution

Eine Reform, die die wirtschaftliche Situation der iranischen Bevölkerung verbessern sollte, musste auf dem Agrarsektor begonnen werden. Als besondere Aufgabe galt die Durchführung einer Landreform, mit der die Eigentumsverhältnisse des agrarischen Grundbesitzes grundlegend verändert werden sollten. Der erste Schritt der Landreform, eine Umverteilung des Landes von Großgrundbesitzern an kleinere Landarbeiter, wurde im eigentlichen Sinne schon Ende der 50er Jahre begonnen. Insbesondere der Schah vergab mehr als 500.000 Hektar Land an etwa 30.000 besitzlose Familien.
Zum Ende der Regierungszeit von Premierminister Manutschehr Eghbal war vom damaligen Landwirtschaftsminister Dschamschid Amusegar dem Parlament ein Gesetz zur Landreform vorgelegt worden, das aber von den Vertretern der Großgrundbesitzer im Parlament so verwässert worden war, dass es trotz des am 6. Juni 1960 verabschiedeten ersten Gesetzes zur Landreform zu keiner grundlegenden Neuverteilung des Landbesitzes im Iran kam.
Im Januar 1963 wurde eine von Landwirtschaftsminister Arsanjani entworfene Ergänzung des Gesetzes zur Landreform verabschiedet, das dem noch aus der Kadscharenzeit bestehenden Feudalsystem Irans das endgültige Aus bereiten sollte.

#### Landreformen als ein Element des arabischen Sozialismus
- Ägypten: Nach der Revolution 1952 wurde unter Nasser eine Landreform durchgeführt. Sie beinhaltete die Festlegung von Obergrenzen für die Größe von Landbesitz, die Enteignung von Landbesitz, der diese Grenze überschritt und dessen Verteilung an Bauern und Landarbeiter. Bauernkooperativen wurden gegründet, Mindestlöhne für Landarbeiter und eine Mindestlänge für Pachtverträge festgelegt. Heute wird diese Landreform allmählich rückgängig gemacht[75].
- Irak: Landreformen mit beschränktem Erfolg geschahen unter Abd al-Karim Qasim und wurden unter dem Baath-Regime von Saddam Hussein erneut aufgenommen. Diese Reformen führten zur Bildung einer großen Zahl kleinbäuerlicher Einheiten und reduzierten, zusammen mit der Abwanderung aus dem ländlichen Raum, die Zahl der Landlosen. 1971 waren über 98,2 % der etwa 5,7 Mio. Hektar bebaubaren Landes im Besitz von „Zivilpersonen“, wovon 30 % im Rahmen der Landreform verteilt worden waren. Bis 1985 waren schätzungsweise 2.271.250 Hektar umverteilt worden.[76]
- Syrien: Nach der Machtübernahme der Baath-Partei 1963 wurden je nach Bodenqualität Obergrenzen für die Größe von Landbesitz festgesetzt; Landbesitz, welcher diese Grenzen überschritt, musste innert fünf Jahren enteignet werden, wobei der vormalige Eigentümer eine Entschädigung erhielt. Pächter, landlose Bauern und Landarbeiter erhielten das Land zu einem Fünftel des Entschädigungspreises und wurden ermutigt, staatlich gelenkte Kooperativen zu bilden.[77]

### Nordamerika
- Kanada: Als Prince Edward Island 1873 Teil Kanadas wurde, gehörte das meiste Land der Insel englischen absentee landlords. Kanada kaufte dieses Land und übertrug es den Bauern.
- USA: Die ursprünglichen Einwohner des Landes, die Indianer, wurden im Laufe der Landnahme weißer europäischer Siedler immer mehr von ihrem ursprünglichen Land abgedrängt. Seit 1871 wurden sie von der Regierung in die Indianerreservate gezwungen, welche meist auf kargem und daher für die Siedler unbedeutendem Boden lagen. 1887 wurde durch den General Allotment Act (Dawes Act) das Land in den Reservaten parzelliert und privatisiert. Den Indianern war Privateigentum an Boden jedoch unbekannt. Aus Unkenntnis oder wirtschaftlicher Not verkauften viele ihr Land an Siedler oder Spekulanten, sodass sich als Auswirkung des Dawes Act die Fläche der Reservate von 138 Mio. auf 48 Mio. Acres verringerte. 1934 erlaubte der Indian Reorganization Act den Indianerstämmen wieder den gemeinschaftlichen Landbesitz.
Zuweilen stellt sich die Frage nach der Rückgabe von ehemaligem Indianerland bzw. Entschädigungen an die Indianer[78].
Nach dem Sezessionskrieg und der darauf folgenden Befreiung der schwarzen Sklaven gab es Bestrebungen der Republikaner, ehemaligen männlichen Sklaven je vierzig Morgen Land und ein Maultier zuteilen bzw. zum Verkauf anzubieten, um eine wirtschaftliche Grundlage nach der Befreiung zu schaffen. Dieses Ansinnen wurde jedoch im Interesse der ursprünglichen Landbesitzer und Sklavenhalter zurückgewiesen und nie nachhaltig verwirklicht, was nach Ansicht mancher ein Grund für die noch lange andauernde Segregation in der US-amerikanischen Gesellschaft ist.